# Campeonato Uruguaio de Futebol de 1940
O Campeonato Uruguaio de Futebol de 1940 foi a 9ª edição da era profissional do Campeonato Uruguaio. O torneio consistiu em uma competição com dois turnos, no sistema de todos contra todos. O campeão foi o Nacional.Sobrefutbol.com</ref>

## Classificação[1]
| Pos | Equipe               | Pts | J  | V  | E | D  | GP | GC | SG  |
| --- | -------------------- | --- | -- | -- | - | -- | -- | -- | --- |
| 1°  | Nacional             | 35  | 20 | 16 | 3 | 1  | 63 | 22 | 41  |
| 2°  | Rampla Juniors       | 25  | 20 | 11 | 3 | 6  | 41 | 29 | 12  |
| 3°  | Montevideo Wanderers | 24  | 20 | 10 | 4 | 6  | 47 | 22 | 25  |
| 4°  | Peñarol              | 22  | 20 | 10 | 2 | 8  | 54 | 38 | 16  |
| 5°  | Liverpool            | 19  | 20 | 8  | 3 | 9  | 39 | 39 | 0   |
| 6°  | River Plate          | 19  | 20 | 7  | 5 | 8  | 35 | 39 | -4  |
| 7°  | Defensor             | 19  | 20 | 5  | 9 | 6  | 32 | 49 | -17 |
| 8°  | Sud América          | 17  | 20 | 6  | 5 | 9  | 31 | 37 | -6  |
| 9°  | Racing               | 17  | 20 | 7  | 3 | 10 | 31 | 46 | -15 |
| 10° | Central              | 15  | 20 | 3  | 9 | 8  | 26 | 35 | -9  |
| 11° | Bella Vista          | 8   | 20 | 1  | 6 | 13 | 22 | 65 | -43 |

|  | Campeão.                                  |
|  | Disputa os playoffs de acesso e descenso. |

## Playoffsde acesso e descenso
O Bella Vista, último colocado do campeonato, disputou os playoffs contra o Cerro, campeão da Divisão Intermediária, para decidir quem jogaria o Campeonato Uruguaio de 1941. O Bella Vista continuou na Primeira Divisão e o Cerro na Divisão Intermediária.
| {{{data}}} | Bella Vista | 2 – 0  | Cerro | Montevidéu |
|            |             | data = |       |            |

| {{{data}}} | Bella Vista | 4 – 0  | Cerro | Montevidéu |
|            |             | data = |       |            |

| Campeonato Uruguaio de 1940   |
| ----------------------------- |
| Nacional Campeão (15º título) |